# Fraus basicornis
Fraus basicornis är en fjärilsart som beskrevs av Nielsen och Kristensen 1989. Fraus basicornis ingår i släktet Fraus och familjen rotfjärilar. Inga underarter finns listade i Catalogue of Life.